# Rolf Sievert

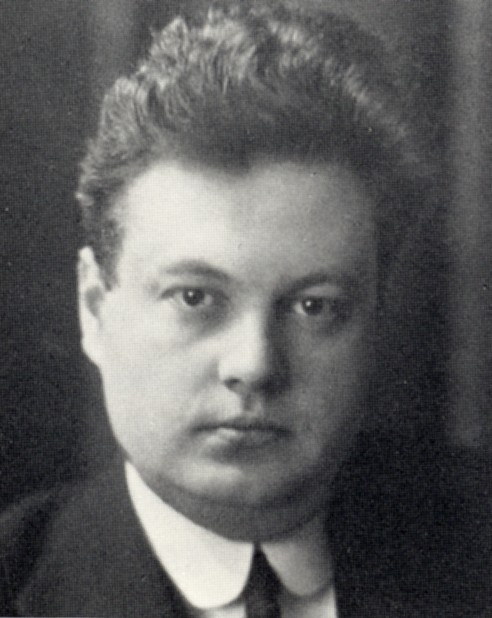

Rolf Maximilian Sievert (Stockholm, 6 mei 1896 – aldaar, 3 oktober 1966) was een Zweeds medisch fysicus die voornamelijk bekend werd door zijn bijdragen aan de bestudering van de biologische effecten van ioniserende straling
Sievert bracht het merendeel van zijn carrière door in zijn geboortestad Stockholm. Naar hem is de eenheid van equivalente ioniserende stralingsdosis, de sievert genoemd.